# Sleater-Kinney
Sleater-Kinney – amerykański zespół punkowy/indie rockowy z Olympii, aktywny w latach 1994–2005 i ponownie od 2014. Tworzony był wyłącznie przez kobiety i kojarzony z nurtem riot Grrrl oraz poglądami feministycznymi i lewicowymi. Zespół zyskał uznanie krytyków.

## Członkowie
Obecni członkowie
- Corin Tucker – wokal, gitara (1994–2006; 2014-present)
- Carrie Brownstein – gitara, wokal (1994–2006; 2014-present)
- Janet Weiss – perkusja (1996–2006; 2014-present)

Byli członkowie
- Laura Macfarlane – perkusja, wokal (1995–1996)
- Toni Gogin – perkusja (1995)
- Misty Farrell – bębny, perkusja (1994)

## Dyskografia

### Albumy
- Sleater-Kinney – 1995 (Chainsaw Records)
- Call the Doctor – 1996 (Chainsaw Records)
- Dig Me Out – 1997 (Kill Rock Stars)
- The Hot Rock – 1999 (Kill Rock Stars)
- All Hands on the Bad One – 2000 (Kill Rock Stars)
- One Beat – 2002 (Kill Rock Stars)
- The Woods – 2005 (Sub Pop Records)
- No Cities to Love – 2015 (Sub Pop Records)

### Single
- „You Ain't It/Surf Song” 1994 (Villa Villakula Records)
- „One More Hour” 1997 (Matador Records)
- „Little Babies” 1997 (Matador Records)
- „A Quarter To Three” 1997 (Matador Records)
- „Get Up” 1999 (Kill Rock Stars)
- „You're No Rock ’n’ Roll Fun” 2000 (Kill Rock Stars)
- „Entertain” 2005 (Sub Pop Records)
- „Jumpers” 2005 (Sub Pop Records)